# Sophia "Chat" Sanduval
Sophia "Chat" Sanduval es una superheroína ficticia en los cómics publicados por Marvel Comics. Apareció por primera vez en Marvel Adventures Spider-Man # 53 (julio de 2009), una serie con el sello Marvel Adventures para jóvenes lectores, que se desarrolla en una realidad alternativa no canónica de la continuidad de Marvel. Fue creada por el escritor Paul Tobin y el artista Matteo Lolli como novia de un adolescente Peter Parker / Spider-Man.
Una mutante, Chat posee la habilidad de hablar con animales. Ella es notable por ser uno de los pocos intereses románticos de Spider-Man que se ve a sí misma como Peter Parker y como la novia de Spider-Man, y ha logrado involucrarse en la vida civil y de superhéroes de Peter.

## Historial de publicación
Chat fue creado por el autor Paul Tobin como una novia original para Spider-Man que aparece en su cómic Marvel Adventures Spider-Man. Apareció por primera vez en Marvel Adventures Spider-Man # 53 y apareció en todos los números subsiguientes hasta que la serie fue cancelada con # 61 (julio de 2009-marzo de 2010).
Chat apareció a continuación en la serie de cómics de Tobin Spider-Man, Marvel Adventures, que continúa las historias iniciadas en Marvel Adventures Spider-Man. Estas historias presentan a un Peter Parker / Spider-Man adolescente con un reparto de personajes de Marvel Comics renovados, así como personajes completamente nuevos como Chat.
Chat se introdujo en el universo de Marvel en la serie 2011 Spider-Girl # 4 como amiga de la nueva compañera de cuarto de Anya Corazón. Se desconoce si ella es una mutante o una humana normal en esta realidad.

## Biografía del personaje ficticio
Poco se sabe sobre la infancia de Chat, excepto que fue criada por una madre desconocida y tiene una hermana mayor. Es reservada con su madre y admite que no ha hablado de ella durante un par de años.
Una joven mutante, Chat tiene el poder de comunicarse con los animales, una habilidad que también hace que los animales actúen inusualmente amigables con ella. Aunque este aspecto de su poder la avergonzaba, Chat utilizaba su afinidad animal para ayudar a dirigir un zoológico ambulante que visitaba todos los orfanatos de Nueva York.
En algún momento, Chat sintió que se "desmoronaba" y trató de restablecer su vida. Al volverse fugitiva, conoció a Emma Frost, una adolescente mutante con la capacidad de leer y controlar las mentes. Absorbida e inmoral, Emma usaba regularmente sus poderes para robar tiendas y aprender secretos íntimos asomándose a las mentes de las personas. Aunque Chat desaprobaba las acciones de Emma y, a menudo, intentaba detenerla, era demasiado tímida para enfrentar a Emma.
Esto comenzó a cambiar cuando Chat y Emma se salvaron de un signo de caída por Peter Parker, un adolescente que en secreto era el superhéroe aventurero conocido como Spider-Man. Cuando Emma, usando su telepatía, descubrió el secreto de Peter, convenció a Chat que podían "divertirse" yendo a la escuela secundaria de Peter y aprendiendo más sobre su otra identidad. A través de un enlace mental creado por Emma, Chat descubrió cómo Peter se convirtió en Spider-Man y se sintió profundamente afectado por su sentido de la responsabilidad, lo que ella encontró noble y atractivo. Convenciendo a Emma de ayudarla a inscribirse en la escuela de Peter, Chat comenzó a salir con Peter y a menudo usaba sus poderes en secreto para ayudar a Spider-Man.
La charla finalmente le dijo a Peter sobre sus poderes mutantes, y que ella sabía de su identidad como Spider-Man. También se unió a la agencia de detectives de Blonde Phantom, una firma que emplea a superhumanos, e incluso se le pidió que se uniera a los X-Men, aunque ella se negó. Su relación con Peter, junto con el entrenamiento de autodefensa que recibió de Blonde Phantom, ha hecho de Chat una persona mucho más segura y firme, y continúa apoyando a Peter en sus deberes como Spider-Man.

## Poderes y habilidades
Chat es una mutante con el poder de comunicarse con los animales, aunque aún no se sabe si esta capacidad se basa en una comprensión de la comunicación verbal / no verbal del animal o en una forma de telepatía.
Los animales sienten que Chat puede entenderlos y se vuelven muy amigables con ella. Incluso cuando un animal es normalmente agresivo, Chat puede ganar la lealtad de ese animal (una vez consiguió que un bulldog criminal se volviera contra su dueño diciéndole que su amo era "malo"). Chat a menudo usa este poder para calmar a los animales nerviosos y heridos en los centros de rescate de animales.
Su afinidad natural con los animales, junto con la tendencia de Chat a alimentar a cualquier persona que la visite, hace que los animales sean muy complacientes cuando Chat les pide que le hagan favores. En el pasado, Chat ha pedido a las palomas que escuchen las conversaciones y rastreen a las personas por largas distancias. Ella ha convencido a las aves y los perros para que ataquen a los criminales, y una vez movilizó a un grupo de ardillas para robar cartas de una mansión.
Incluso cuando Chat no está cerca para decirles a los animales qué hacer, los animales que han estado cerca de ella continuarán actuando en su interés, generalmente protegiendo a sus amigos. Por lo tanto, muchos perros, gatos y aves callejeras en Nueva York ahora protegen a Spider-Man. (Esto también puede tener algo que ver con la imagen positiva que los animales tienen de Spider-Man, ya que los perros mencionados en Chat perciben a Spider-Man como un "macho alfa claramente marcado").

## Otra versión

### Tierra-616
En el universo principal, la versión Tierra-616 de Sophia "Chat" Sanduval apareció en la serie Spider-Girl de 2011, donde fue presentada por Rocky, la compañera de cuarto de Anya Corazón, que aún es adolescente.